# Ulf Wallin
Ulf Wallin (* 1960 in Växjö) ist ein schwedischer Violinist und Hochschulprofessor.

## Leben
Er studierte an der Königlichen Musikhochschule Stockholm und an der Universität für Musik und darstellende Kunst Wien. Seine Karriere begann er zunächst als Solist und Kammermusiker. Später lehrte er als Gastprofessor an der Universität für Musik und darstellende Kunst Wien und an der Hochschule für Musik Detmold. Seit 1996 hat er eine  Professur an der Hochschule für Musik „Hanns Eisler“ Berlin.
Er veröffentlichte mehr als 40 CDs, u. a. 2011 und 2012 zwei neue Aufnahmen mit sämtlichen Violinkonzerten von Robert Schumann.
Die Robert-Schumann-Philharmonie Chemnitz unter Leitung von Frank Beermann spielte mit ihm die konzertanten Violinwerke (auch die Violinfassung von Robert Schumanns Cellokonzert) ein; er selbst mit dem Pianisten Roland Pöntinen die drei Violinsonaten.

## Preise
Er erhält zusammen mit Jon W. Finson den Robert-Schumann-Preis der Stadt Zwickau für das Jahr 2013. Er ist damit nach Hannsheinz Schneeberger, 1995 als bisher einziger Violinist unter den Robert-Schumann-Preisträgern ausgezeichnet, erst der zweite Violinist, der diesen Preis erhält. Für die Verleihung des Preises wurde die Aufnahme der Fantasie op. 131 des Violinkonzerts durch Michael Struck, Robert-Schumann-Preisträger von 2009, als Referenzaufnahme gewertet.
Wallin wurde am 12. Mai 2014 als Mitglied der Königlich Schwedischen Musikakademie gewählt.